# Bernard II van Armagnac
Bernard II Tumapaler van Armagnac (overleden in Saint-Mont tussen 1064 en 1090) was van 1011 tot 1063 graaf van Armagnac en van 1039 tot 1062 graaf van Gascogne. Hij behoorde tot het huis Armagnac.

## Levensloop
Bernard II was de zoon van graaf Gerold I van Armagnac en diens echtgenote Adelais, dochter van hertog Willem V van Aquitanië.
In 1011 volgde hij zijn vader op als graaf van Armagnac. Na het overlijden van zijn schoonbroer Odo van Poitiers werd hij in 1039 erkend als graaf van Gascogne. In 1040 nam hij bezit van het graafschap Gascogne officieel over, dat het oostelijke deel van de Gascogne omvatte. Hij slaagde er echter niet in om het graafschap Bordeaux te bemachtigen, dat in 1044 naar Gwijde Godfried ging, de halfbroer van Odo van Poitiers. Hierdoor kon hij zich niet hertog van Gascogne noemen. In 1058 erfde Gwijde Godfried het graafschap Poitiers en het hertogdom Aquitanië, waarna hij de naam Willem VIII aannam. Dit werd door Bernard II betwist.
Rond 1060 streed hij met aartsbisschop Austinde van Auch, medestander van de hertogen van Aquitanië, om de controle in de regio. In die tijd stichtte de aartsbisschop de stad Nogaro, waar hij een kerk en klooster oprichtte met het doel om er kerkelijke vergaderingen te houden, die daarvoor in het klooster van Saint-Mont. 
In 1062 werd Bernard II bij de Slag bij La Castelle door Willem VIII verslagen, waarna hij gedwongen werd om zijn rechten op Gascogne voor 15.000 sous aan Willem te verkopen. Na zijn nederlaag besloot hij in 1063 te abdiceren als graaf van Armagnac ten voordele van zijn zoon Gerold II. Bernard trok zich terug in de Abdij van Cluny en vervolgens in het klooster van Saint-Mont. Zijn overlijdensdatum is niet geweten, maar verondersteld wordt dat hij stierf tussen 1064 en 1090.    

## Huwelijk en nakomelingen
Rond 1035 huwde Gerold I met ene Ermengarde, wier herkomst onbekend gebleven is. Uit hun huwelijk zijn twee kinderen bekend:
- Gerold II (overleden in 1095), graaf van Armagnac
- Arnold Bernard (overleden in 1080), vermoedelijk medegraaf van Armagnac